# Абазинская аристократия
Абази́нская аристокра́тия — сословия абазинского общества, существовавшее до начала 20 века.  

## История
Абазинский народ в течение последних веков делился на две части: тапанта (ашуа) и ашкарауа.  
Абазины- тапанта были известны под именем «басхяг», а среди ногайцев - «алты - кесек абаза» (шестидольная абаза). Ногайское название происходит от прежнего деления на шесть феодальных владений, во главе которых стояли князья: Лоовы, Бибердовы, Дударуковы, Клычевы, Кячевы, Джантемировы. Шкарауа делились на две территориальные группы: северокавказскую и причерноморскую, между которыми протянулся Кавказский хребет. Северокавказские ашкарауа делились на  Мысыбай, Чегерей, Там, Кизилбек, Баг, Баракай, а причерноморские (называемые абхазами асадзуа, грузинами джики) на Саше, Ард, Аубла, Апса, Геч, Цандрипш, Цвиджа, Апсоу, Баг, Аибга, Ахчипсоу, Псху. 

## Дворянские фамилии и сословия по территориям поселений после Русско-Кавсказской войны.
аул ШАХГИРЕЕВСКИЙ; СОСЛОВИЕ АХА: Лах, Цекиш, Гопш;
СОСЛОВИЕ АГМИСТА ДУ: Кудж;
СОСЛОВИЕ АГМИСТА: Вороко, Тлис, Агыр, Агир, Брако, Тамбий, Дармыва, Аг, Гадж, Уаз, Чуко, Назар, Унач.
аул КУВИНСКИЙ. СОСЛОВИЕ АХА К1ьач1в(Кячевы)
СОСЛОВИЕ АГМИСТА ДУ: Ашхаца, Раста, Кудж, Эш, Яган;
СОСЛОВИЕ АГМИСТА: Аджи, Ахы, Такушина, Хуриш, Эгба, Лий, Ашба, Коцба, Кеч, Апсху, Акхао, Убид, Кап, Шугуш, Адзин, Гаж, Дармыва, Ахи, Жир, Акхио, Кильба, Фатыш, Чукка, Экба, Быж, Апсоу, Тлис, Хуран, Шила, Агба, Хаджи.
аул КЛЫЧВЕСКИЙ. СОСЛОВИЕ АХА: Джантемиров, Клычев;
СОСЛОВИЕ ТЛЯКОТЛЕШ: Тамбиев (кабардинского племени), Трамов (абазинского племени);
СОСЛОВИЕ АГМИСТА ДУ: Кмузов;
СОСЛОВИЕ АГМИСТА: Гумжаче, Хацико, Кодзев, Гумяжай, Бекиж, Агиров, Бжекаш (махошевского племени), Пшеунов, Джиле, Кодзев, Тамбиев, Амшоко, Гастохов, Хедогов, Цеев, Байцуков (махошевского племени), Гастахов, Дохунов, Лий, Кечев, Яган, Патов (кабардинского племени), Уадзев, Кушпа, Кеч, Тхайцухов, Хапшухов, Уначев, Хаджимов, Хедогов, Джандар, Адзинов, Шеремет, Касай, Кушпов;
СОСЛОВИЕ ВОРК: Бей-булатов (бесленеевского племени), Дыгужеко (абадзехского), Абитов (кабардинского).
аул ЕГИБОКОВСКИЙ. СОСЛОВИЕ АХА: Сидов, Кечев, Егибоков;
СОСЛОВИЕ ТЛЯКОТЛЕШЬ: Трамов;
СОСЛОВИЕ АГМИСТА ДУ: Дзыба, Куджев;
СОСЛОВИЕ АГМИСТА: Гастахов, Лий, Агачев, Яган (ногайского племени), Лий, Копар-Хаджи, Джантемир, Баж, Науруз, Хаджи, Мамбетов, Санчисов, Матакой, Какой (ногайского племени), Баштао, Миж, Семидж, Коков, Патов;
СОСЛОВИЕ ВОРК: Гаков (кабардинского племени).
аул ЛООВСКО-ЗЕЛЕНЧУКСКИЙ. СОСЛОВИЕ АХА: Лоов;
СОСЛОВИЕ АГМИСТА ДУ: Джегутанов, Джужуев, Айсанов, Гонов, Озов, Копсергенов, Чагов, Джендубаев, Балов, Саитов.
аул БИБЕРДОВСКИЙ. СОСЛОВИЕ АХА: Бибердов;
СОСЛОВИЕ АГМИСТА ДУ: Чачев (Кяков), Раста;
СОСЛОВИЕ АГМИСТА: Мекеров, Шхаев, Кульбекев, Жандаров, Мамхегов, Бекбулатов, Далов, Капов, Пшегош, Кульбеков, Карданов, Абазов, Биджев, Кенжекулов, Наным, Махо, Калмыков, Кам, Папа, Джут, Курша, Тов (абадзехского племени), Бжаника, Куж, Калмык (кумыкского племени).
аул ДУДАРУКОВСКИЙ. СОСЛОВИЕ АХА: Даруко;
СОСЛОВИЕ АГМИСТА: Аджиев, Шереметов, Кягов, Кишмахов, Асланов, Балов, Абаев, Куджев, Цагов, Ныров, Баджев, Царымов, Джандаров, Хуранов, Чуков, Джуджуев, Хутов;
СОСЛОВИЕ ВОРК: Харатоков (бесленеевского племени), Симхов (башилбаевского племени), Баратоков, Цыхов (абадзехского племени).
аул ЛООВСКО-КУБАНСКИЙ. СОСЛОВИЕ АХА: Лоов;
СОСЛОВИЕ АГМИСТА: Джендубаев, Чуков, Коков, Биджев, Муранов, Озов, Кишмахов, Царымов, Лиев, Апсов, Чагов, Касов, Дыгов, Напцов, Хапцов, Балов, Айсанов, Мукоев, Копсергенов, Ионов, Мисхожев, Тхайцухов.
В черкесских аулах абазинского происхождения:
аул ДОКШОКОВСКИЙ,
СОСЛОВИЕ ВОРК: Хагеук, Мамычеев, Хож;
СОСЛОВИЕ АГМИСТА: Наиб, Бикиж, Аг, Ахба, Раста.
аул ТАЗАРТУКОВСКИЙ,
СОСЛОВИЕ ВОРК: Адозинов, Дармивов, Кармов.
аул КАСАЕВСКИЙ,
СОСЛОВИЕ ВОРК: Агиров.
аул АТАЖУКИНСКИЙ,
СОСЛОВИЕ АХА: Цекиш;
СОСЛОВИЕ ВОРК: Шереметов.

Лица, принадлежащие к высшим горским сословиям Кубанской области Баталпашинского отдела Бибердовского участка, не вошедшим в сословный список, составленный в 1872 г.: Абадзехи, абазинцы, ногайцы, проживающие среди кабардинского племени:
СОСЛОВИЕ ТФОКОТЛЬ: Тхигов, Хатков, Барсаев, Тлише, Коблев, Хож, Ачмизов, Абитов, Дугов, Шабанов, Пазов.
СОСЛОВИЕ АГМИСТА ДУ: Куджев.
СОСЛОВИЕ АГМИСТА: Кодзев, Мисходжев, Ныров, Шинахов, Шаов, Агиров, Агов, Тамбиев, Бекижев, Жадиров, Шюко, Тлупаев, Халпатов, Шереметов.
СОСЛОВИЕ УЗДЕНЬ: Ясинеев, Шебзухов, Сеитов, Есиней.

Лица, принадлежащие к высшим горским сословиям Кубанской области Баталпашинского отдела Бибердовского участка, не вошедшим в сословный список, составленный в 1872 г. Абазинского племени (тапанта):
СОСЛОВИЕ АХА: Лоо,
СОСЛОВИЕ АГМИСТА ДУ (КЫТ ЗМАЗ): Трамов, Асланов;
СОСЛОВИЕ АГМИСТА ДУ: Яшев, Чуков, Лафишев, Шереметов, Джегутанов, Лиев, Муранов, Биджев, Часов, Чачев (Кяков), Мекеров, Джандаров, Шхаев, Куджев;
СОСЛОВИЕ АГМИСТА: Аджиев, Абаев, Лиев, Физиков, Гапов, Каблахов, Лафишев, Кик, Чуков, Гедмишхов, Тхаха, Кнухов, Камбиев, Джанай, Экзеков, Кончев, Хуранов, Годжев, Коков, Балов, Кишмахов, Косов, Гонов, Айсанов, Дыгов, Копсергенов, Хавцев, Кушпа, Тхайцухов, Мисхоч, Дохма, Цамба, Мамхягов, Долов, Кульбеков, Напиджь, Такого, Джандаров, Чуков, Гогов, Кишмахов, Баджев, Хуранов, Джужуев, Хутов, Бараков, Эскендаров, Бекизов, Гумжачев, Бженашев, Костохов, Дохунов, Кушпов, Кодзев, Хаджимов, Ашкаца, Патов.
СОСЛОВИЕ АГМИСТА ЧКУН: Кяков, Шао, Дзуга, Тебердуков, Карабашев, Джутов, Огузов, Пшунов, Узденов, Псаунов.
ПОДВЛАСТНЫЕ АГМИСТА: Мисхаджев.
СОСЛОВИЕ ТЛЯКОТЛЕШ, проживающие среди абазинского племени: Тамбиев.
СОСЛОВИЕ УОРК, проживающее среди абазинского племени: Гошоков, Симхов, Цухов, Брантов, Абитов, Бейбулатов, Джутов, Бжеников, Тлишев, Куршев.